# Желєзне
Желє́зне (каз. Железное) — село у складі Жамбильського району Північноказахстанської області Казахстану. Входить до складу Прісновського сільського округу.
Населення — 361 особа (2021; 570 у 2009, 761 у 1999, 894 у 1989).
Національний склад станом на 1989 рік:
- росіяни — 47 %
- казахи — 25 %
- німці — 24 %.